# Nowy Łowicz
Nowy Łowicz (niem. Neu Lobitz) – dawna wieś w Polsce. Leżała na obszarze współczesnego województwa zachodniopomorskiego, powiatu drawskiego, gminy Drawsko Pomorskie.
Nowy Łowicz leżał wśród lasów, na wschodnim brzegu jeziora Jeziorak, około 2 km na zachód od Żołędowa.
Dawniej gromada w gminie Poźrzadło Wielkie w powiecie drawskim w województwie koszalińskim. W 1954 włączony do gromady Mielenko Drawskie, a po jej zniesieniu 31 grudnia 1961 – do gromady Drawsko Pomorskie.
W latach 1975–1998 miejscowość administracyjnie należała do województwa koszalińskiego.
Po wsi nie pozostało nic, po jej wyludnieniu na potrzeby Poligonu Drawskiego. Na terenie Nowego Łowicza, w samym środku drawskiego poligonu, znajduje się największe i niezniszczone w Europie cmentarzysko użytkowane przez ludność kultury wielbarskiej.